# Helleborus foetidus
Helleborus foetidus , comummente chamada erva-besteira  ou heléboro-fétido, é uma espécie de planta com flor pertencente à família das ranúnculaceas.  
A autoridade científica da espécie é L., tendo sido publicada em Species Plantarum 1: 558. 1753.

## Descrição
Trata-se de um caméfito, ou seja, é uma planta herbácea perene com gemas de renovo acima da superfície do solo.
Floresce de Dezembro a Junho. Pode chegar aos 80 centímetros de altura, exibindo flores verdes e folhas compostas, dotadas de folíolos lanceolados, que libertam um odor fétido se forem esmagados.

## Distribuição
É nativa da Europa Ocidental, abarcando territórios na Inglaterra, Portugal, Espanha e até Alemanha e Itália, onde cresce em zonas montanhosas, e da Ásia Menor.

### Portugal
Trata-se de uma espécie presente no território português, nomeadamente em Portugal Continental. Mais concretamente, nas zonas da Terra quente transmontana, no Nordeste ultrabásico, na Terra fria transmontana, no Nordeste leonês, no Noroeste montanhoso, no Noroeste ocidental, com muito exíguas povoações no Centro-Oeste calcário.
Em termos de naturalidade é nativa das regiões atrás indicadas.

## Protecção
Não se encontra protegida por legislação portuguesa ou da Comunidade Europeia.

### Ecologia
Trata-se de uma espécie ruderal e rupícola, preferindo a orla húmida de bosques e matorrais, bem como as bermas de caminhos e de sebes. Favorece, ainda, os solos pedregosos, especialmente os básicos.

## História
Na história de Portugal, esta planta esteve associada aos besteiros. De acordo com o elucidário de Viterbo, de 1856, os besteiros portugueses, já no reinado de D. João I, envenenavam os virotes das bestas com esta erva, o que terá levado a mesma viesse a adquirir os nomes de «erva-besteira» e «erva-dos-besteiros».

## Farmacologia
Todas as partes da planta são venenosas, contendo glicosídeos. O seu consumo produz intoxicação, cuja sintomatologia inclui vómitos violentos (émese violenta) e delirios.